# دييغو غارسيا (لاعب كرة قدم)
دييغو غارسيا (بالإسبانية: Diego García)‏ (21 مارس 1987 بمدينة مكسيكو في المكسيك - ) هو لاعب كرة قدم مكسيكي في مركز الدفاع. لعب مع أتلانتي إف سي ونادي كيريتارو.

## وصلات خارجية
- دييغو غارسيا على موقع قاعدة بيانات كرة القدم.إي يو (الإنجليزية)